# Christer Glenning
Christer Glenning (født 27. december 1939 i Karlskrona, død 7. september 1998 i Eskilstuna) var en svensk tv-vært og motorjournalist. Han blev kendt for et større publikum gennem sin medvirken i Trafikmagasinet, hvor han testede mange biler i årenes løb.
Glenning skrev også bøger om biler og bilreparationer, heriblandt Laga Själv: Plåt och lack, hjulupphängning, bromsar (Vi Bilägare, 1983) og Bilen hundra år (Bokia, 1998) og medvirkede ved udgivelsen af bogen Allt om bilen (Reader's Digest, 1979). Han har blandt andet arbejdet på Teknikens Värld og var i mange år Aftonbladets motorredaktør. Han var i flere perioder også en aktiv racerkører og medvirkede også i Svenne Rubins musikvideo til sangen "En gammal Amazon" fra 1993.
Han døde i 1998 af et hjertestop, og var far til Carina Glenning, anmelder på Östgöta Correspondenten.